# Cannonball Adderley
Julian Edwin „Cannonball” Adderley (Tampa, Florida, 1928. szeptember 15. – Gary, Indiana, 1975. augusztus 8.) Grammy-díjas zenész, a dzsessz hard bop korszakának (1950-es, 60-as évek) kiemelkedő szaxofonistája volt. Gúnyneve (cannonball = ágyúgolyó) a pocakja miatt ragadt rá. 
A 20. század  egyik legjobb szaxofonosának tartják. Mind alt-, mind szopránszaxofonon rengeteg koncert, és lemez meghatározó szólistája volt. Zenekarvezetőként és tanárként is sokak művészetét befolyásolta. Egyes szerzeményei slágerré váltak, a Mercy, Mercy, Mercy Live at Club című albumával 1967-ben Grammy-díjat nyert. A címadó dal Joe Zawinul szerzeménye volt.

## Pályakép
A huszadik század egyik rendkívüli tehetségű szaxofonosa és zenekarvezetője volt. Tanárként is figyelemreméltó volt.
Adderley azok közé tartozott, akinek szerzeményei slágerek lettek. 1967-ben Grammy-díjat kapott.
Apja és öccse jazztrombitás volt. A középiskolai együttese után kvartettet alakított, majd a hadseregben is zenekart vezetett.
Benny Cartert és Charlie Parkert követte. Miles Davis egyik kvartettjének két évig volt a tagja. Az ötvenes években a fivérével muzsikált. Miles Davis egyik kvartettjének 1957-1959 között a tagja volt. Szerepel a Milestones és a Kind of Blue című Davis-lemezeken. Ezután ismét öccsével alakított zenekart. Yusef Lateef, később Joe Zawinul, majd George Duke együttesének tagja volt. Joe Zawinullal, George Dukekal is együtt játszott. Dolgozott  Bill Evans, Roy Brown, Charles Lloyd, Milt Jackson, Sarah Vaughan, Dinah Washington mellett is – szóval szinte mindenkivel.
A jelentős muzsikusok közül dolgozott Bill Evansszel, Roy Brownnal, Charles Lloyddal, Milt Jacksonnal, Sarah Vaughannal, Dinah Washingtonnal, Gil Evansszel, Oscar Petersonnal, és másokkal is.
Az 1970-es években fellépett Budapesten is. Több, mint száz lemeze jelent meg.
1975-ben agyvérzés  következtében hunyt el.

## Emlékezete
Halála után bekerült a jazz halhatatlanjai közé.

## Lemezei
- Presenting Cannonball (1955)
- Julian Cannonball Adderley (1956)
- Somethin’ Else (1958)
- Cannonball's Sharpshooters (1958)
- Cannonball Adderley Quintet in Chicago (1959)
- Cannoball and Coltrane (1959)
- Takes Charge (1959)
- Them Dirty Blues (1960)
- At The Lighthouse (1960)
- African Waltz (1961)
- The Quintet Plus (1961)
- In New York (1962)
- The Lush Side of Cannonball (1962)
- Nippon Soul (1963)
- Cannonball Adderley's Fiddler On The Roof (1964)
- Mercy, Mercy, Mercy. Live at The Club (1966)
- 74 Miles Away (1967)
- Why Am I Treated So Bad? (1967)
- Accent On Africa (1968)
- Black Messiah (1972)
- Music You All (1972)
- Inside Straight (1973)
- Phoneix 1975)
- The Best of Cannonball Adderley: The Capitol Years (1991)
- Lugano 1963 (1995)